# 벤 아모스
벤자민 폴 "벤" 아모스(Benjamin Paul "Ben" Amos, 1990년 4월 10일 ~ )는 잉글랜드의 축구 선수이다. 포지션은 골키퍼이다. 현재 위건 애슬레틱에서 뛰고 있다. 그는 칼링컵 대회인 리즈 유나이티드 전에서 데뷔전을 치렀고, 이 대회에서 신들린 선방을 보여 맨유가 8강에 오르는데 큰 역할을 했지만 팀은 크리스탈 팰리스 FC에 1:2로 패해 4강 진출이 좌절되었다. 그는 스토크 시티 FC와의 경기에서 데뷔전을 치른다. 특히 스토크 시티의 공격진의 유효슈팅을 몇개 선방해내 2:0으로 승리하는데 공헌을 하여 깔끔한 데뷔전을 치르게 된다. 그는 토마시 쿠슈차크를 완전히 밀어내고 넘버 3 골키퍼에 등극하는데 성공한다.
그렇지만 그는 더 많은 경험을 위하여 2013년까지 헐 시티 AFC로 임대하기로 결정하였다. 헐 시티에서 임대생활을 마치고, 다시 맨유로 복귀하였다.
시즌이 끝난 후, 2015년 6월 24일(한국시각) 부로 맨유와 계약이 만료되어 팀을 떠났고, 7월 1일, 지난 시즌에서 임대로 뛰었던 볼턴 원더러스로 이적하였다.